# Transporte passivo
Transporte passivo é a passagem natural de pequenas moléculas através da membrana plasmática, em virtude da diferença de pressão de difusão, entre os líquidos que estão nos dois lados da membrana. É o que justifica a absorção e a eliminação de água pela célula. Trata-se de um fenômeno que ocorre espontaneamente, sem qualquer dispêndio de energia pela célula.
Há três tipos de transporte passivo:
- difusão simples
- difusão facilitada
- osmose.

Na difusão simples, a passagem de substâncias ocorre de forma direta.
Na difusão facilitada, ocorre com a ajuda de proteínas transportadoras.
Na osmose, ocorre a difusão de água da solução menos concentrada para a solução mais concentrada.